# Koningin Elisabethwedstrijd 2016 (voor piano)
De Koningin Elisabethwedstrijd 2016 (voor piano) was de 18e wedstrijd voor piano van de Koningin Elisabethwedstrijd, en vond plaats van 2 tot 28 mei 2016. Om te kunnen deelnemen aan deze veeleisende wedstrijd moet men minimum 18 jaar en maximum 30 jaar zijn.

## Jury
Arie Van Lysebeth was opnieuw juryvoorzitter met als juryleden Diane Andersen, Håkon Austbø, Frank Braley, Iain Burnside, Peter Donohoe, Nelson Goerner, Markus Groh,  Daejin Kim, Aleksandar Madžar, Cécile Ousset, Kun Woo Paik, Anne Queffélec, Eliso Virsaladze en Boyan Vodenitcharov.

## Voorronde
De voorrondes vonden plaats van 2 tot en met 7 mei 2016, in Studio 4 in het Flageygebouw. Net zoals in recente vorige edities selecteerde men de deelnemers aan de hand van een ingezonden dvd-opname. Er waren 318 kandidaturen. Van de 82 geselecteerde kandidaten deden er 76 mee aan de voorrondes. Ook twee Belgische pianisten werden geselecteerd en behaalden de voorrondes, Yannick Van de Velde en Florian Noack.
Elke kandidaat vertolkte een preludium en fuga uit Das Wohltemperierte Klavier van Bach, de eerste beweging van een klassieke sonate van Haydn, Mozart, Beethoven of Schubert, en een zelf voorgesteld werk. De jury selecteert één of meerdere etudes uit de door de kandidaat voorgestelde etudes. De kandidaten konden een etude van Chopin, een etude van Liszt, een etude van Debussy en een van de etudes van Bartók, Dusapin, Ligeti, Messiaen, Ohana, Prokofiev, Rachmaninov, Rautavaara, Skryabin of Stravinsky selecteren.
Op zaterdagavond 7 mei werd bekendgemaakt welke 24 van de 76 kandidaten mochten meedoen aan de halve finales.

## Halve finales
De halve finale vond plaats van 9 tot 14 mei 2016, ook in Studio 4 van Flagey. De 24 halvefinalisten speelden elk 2 maal in 2 aparte sessies en worden daarbij begeleid door het Orchestre royal de chambre de Wallonie. In een sessie soleren ze in een concerto van Mozart, waarbij gekozen kan worden uit KV466 (n. 20 in d), KV467 (n. 21 in C), KV503 (n. 25 in C) en KV537 (n. 26 in D). In de andere sessie brengen ze een recitalprogramma van circa 40 minuten waarvan het verplichte werk deel uitmaakte. Het verplichte werk was deze keer Tears of Lights van de in 1973 in Luik geboren componist Fabian Fiorini.
Op zaterdag 14 mei 2016 rond middernacht werd, in aanwezigheid van koningin Mathilde bekendgemaakt wie van de halvefinalisten mochten deelnemen aan de finale.

## Finale
De finaleweek vond plaats van 23 tot 28 mei 2016. Elke finalist voerde met het Nationaal Orkest van België onder leiding van Marin Alsop het verplicht werk en een zelfgekozen concerto uit. De verplichte sonate verviel dit jaar. 
Het verplicht werk  A Butterfly's Dream, geschreven door de Belgische componist Claude Ledoux in opdracht van het uitvoerend comité van de wedstrijd, weerklonk voor het eerst op maandagavond 23 mei 2016. Ledoux brengt hiermee een eresaluut aan de onlangs overleden componist Luc Brewaeys.
Hieronder de finalisten in volgorde van optreden met hun gekozen concerto. 
- Yoonji Kim (Korea) met het eerste pianoconcerto van Franz Liszt
- Atsushi Imada (Japan) met het tweede pianoconcerto van Prokofjev
- Alexander Beyer (Verenigde Staten) met het derde pianoconcerto van Rachmaninov
- Hans H. Suh (Korea) met het tweede pianoconcerto van Prokofjev
- Aljosa Jurinic (Kroatië) met het eerste pianoconcerto van Chopin
- Chi Ho Han (Korea) met het derde pianoconcerto van Rachmaninov
- Larry Weng (Verenigde Staten) met het tweede pianoconcerto van Johannes Brahms
- Lukáš Vondráček (Tsjechische Republiek) met het derde pianoconcerto van Rachmaninov[3]
- Dmitry Shiskkin (Rusland)met het eerste pianoconcerto van Tsjaikovski
- Alberto Ferro (Italië) met het eerste pianoconcerto van Rachmaninov
- Kana Okada (Japan) met het tweede pianoconcerto van Rachmaninov
- Henry Kramer (Verenigde Staten) met het tweede pianoconcerto van Prokovjef

Het openingsconcert dd 23 mei ging door in aanwezigheid van het Belgische koningspaar. Op de laatste avond, zaterdag 28 mei 2016, maakte de juryvoorzitter Van Lysebeth in aanwezigheid van koningin Mathilde en kroonprinses Elisabeth, de winnaar bekend samen met de overige vijf prijswinnaars.
 
Hieronder het palmares met de eerste zes winnaars: 
1. Lukáš Vondráček
2. Henry Kramer
3. Alexander Beyer
4. Chi Ho Han
5. Aljosa Jurinic
6. Alberto Ferro

De overige zes finalisten kregen geen bijzondere vermelding. Zij werden door de juryvoorzitter in alfabetische volgorde afgeroepen tijdens de proclamatie.